# Mleh d'Armenia
Mleh d'Armenia ((HY)  Մլեհ; ... – Sis, 15 maggio 1175) fu "principe delle montagne" dal 1170 fino alla morte.

## Biografia
Suo padre Leone I aveva conquistato l'intera Cilicia, ma fu sconfitto nel 1138 dall'imperatore bizantino Giovanni II Comneno, ed esiliato con il figlio maggiore Teodoro II a Costantinopoli.
Mleh con il fratello Stefano si rifugiarono ad Edessa presso il cugino Joscelin II.
Mleh tornò in Cilicia nel 1143, quando suo fratello Thoros, che frattanto era riuscito a scappare, iniziò la riconquista del paese.
Esiliato dalla Cilicia armena per aver complottato l'assassinio del suo fratellastro Thoros, Mleh si recò ad Antiochia e divenne (o tentò di diventare) un cavaliere templare.
Subito dopo, però, partì per Aleppo e prese servizio per l'emiro Norandino, qui, secondo le accuse di alcuni cronachisti, si sarebbe convertito all'Islam.
Norandino sostenne le ambizioni del mal disposto Mleh e, alla morte di Teodoro nel 1169, lo inviò in Cilicia con un esercito.
Ruben II era un fanciullo minorenne, ed il reggente Tommaso non poteva resistere all'invasione.
Egli fuggì ad Antiochia, dove fu ucciso per ordine di Mleh; Ruben era stato lasciato a Hromgla, affidato alle cure del catholicos Nerses IV, ma questi fu ucciso da agenti di Mleh nel 1169, e il giovane Ruben avvelenato un anno più tardi.
Mleh, mentre odiava i principi crociati latini, disprezzava anche i bizantini, ed ottenne appoggi dagli staterelli islamici.
Nondimeno, la sua posizione militare era tale che nel 1173 ottenne il riconoscimento da parte di Manuele I Comneno come governante della Cilicia.
In patria, egli praticò tutti i tipi di estorsione e tirannia ed accumulò una grande quantità di ricchezze.
Il suo regno fu oggetto di scandalo presso gli armeni a causa della sua alleanza con Norandino e della sua politica anti-crociata;
tra l'altro, nel 1171 attaccò l'esercito di Stefano di Champagne, conte di Sancerre, che dalla Terra santa si recava a Costantinopoli; ma fu questa alleanza che permise agli Armeni di conquistare completamente la Cilicia e di sradicarvi definitivamente i Bizantini.
Egli riprese le città di Adana, Mamistra e Tarso nel 1173.
Il 15 maggio 1175, i suoi baroni colsero un'opportunità e lo uccisero a Sis, elevando sul trono suo nipote Ruben III.

### Matrimonio e discendenza
Egli sposò una figlia di Vasil l'anziano, signore di Gargar, della famiglia Souren-Pahlavouni, e di Maria di Lampron.
Da un'amante, ebbe un figlio, Grigor, che fu accecato nel 1175 e che morì nel 1209.

## Ascendenza
|                    |   |   | Genitori |  |  | Nonni                  |  |  | Bisnonni          |  |
|                    |   |   |          |  |  | Costantino I d'Armenia |  |  | Ruben I d'Armenia |  |
|                    |   |   |          |  |  | Costantino I d'Armenia |  |  | Ruben I d'Armenia |  |
|                    |   | … |          |  |  | Costantino I d'Armenia |  |  |                   |  |
| Leone I d'Armenia  |   |   |          |  |  | Costantino I d'Armenia |  |  |                   |  |
|                    |   | … | …        |  |  |                        |  |  |                   |  |
|                    |   | … | …        |  |  |                        |  |  |                   |  |
|                    |   | … | …        |  |  |                        |  |  |                   |  |
| Mleh d'Armenia     |   | … |          |  |  |                        |  |  |                   |  |
|                    | … | … |          |  |  |                        |  |  |                   |  |
|                    | … | … |          |  |  |                        |  |  |                   |  |
|                    | … | … |          |  |  |                        |  |  |                   |  |
| Beatrice di Rethel | … |   |          |  |  |                        |  |  |                   |  |
|                    |   | … | …        |  |  |                        |  |  |                   |  |
|                    |   | … | …        |  |  |                        |  |  |                   |  |
|                    |   | … | …        |  |  |                        |  |  |                   |  |
|                    |   | … |          |  |  |                        |  |  |                   |  |